# Újtelek
Újtelek è un comune dell'Ungheria di 516 abitanti (dati 2005). È situato nella contea di Bács-Kiskun.